# Okrouhlice
Okrouhlice és un poble i municipi del districte de Havlíčkův Brod, a la regió Vysočina, de la República Txeca.
El municipi cobreix una àrea de 18.58 quilòmetres quadrats i té una població de 1.221 habitants (el 28 d'agost de 2006).
Okrouhlice dista aproximadament 8 km del nord-oest de Havlíčkův Brod, 28 km del nord de Jihlava i 92 km del sud-de l'est de Praga.